# Étréville
Étreville est une commune française située dans le département de l'Eure en région Normandie.

## Géographie

### Localisation
Étreville est un village du Roumois en Normandie situé en rive gauche de la Seine, et, à vol d'oiseau, à 10 kmà l'est de Pont-Audemer, 40 km au sud-est du Havre, 33 km au nord-ouest de Rouen, 28 km au sud-ouest d'Elbeuf et 32 km au nord de Bernay.
La commune se trouve dans l'aire d'attraction de Pont-Audemer, ainsi que dans sa zone d'emploi et dans son bassin de vie.

### Communes limitrophes
Les communes limitrophes sont  Bourneville-Sainte-Croix, Brestot, Cauverville-en-Roumois, La Haye-Aubrée, Valletot, Vatteville-la-Rue et Éturqueraye.
| Bourneville-Sainte-Croix (comm. dél. de Bourneville) | Vatteville-la-Rue (Seine-Maritime) |                                      |
| Bourneville-Sainte-Croix (comm. dél. de Bourneville) | Étréville                          | La Haye-Aubrée, Éturqueraye, Brestot |
| Valletot                                             | Cauverville-en-Roumois             | Brestot                              |

### Géologie et relief
La superficie de la commune est de 11,23 km2 ; son altitude varie de 65  à   136 mètres.

### Hydrographie
La commune est située dans le bassin Seine-Normandie. Elle n'est drainée par aucun cours d'eau,.

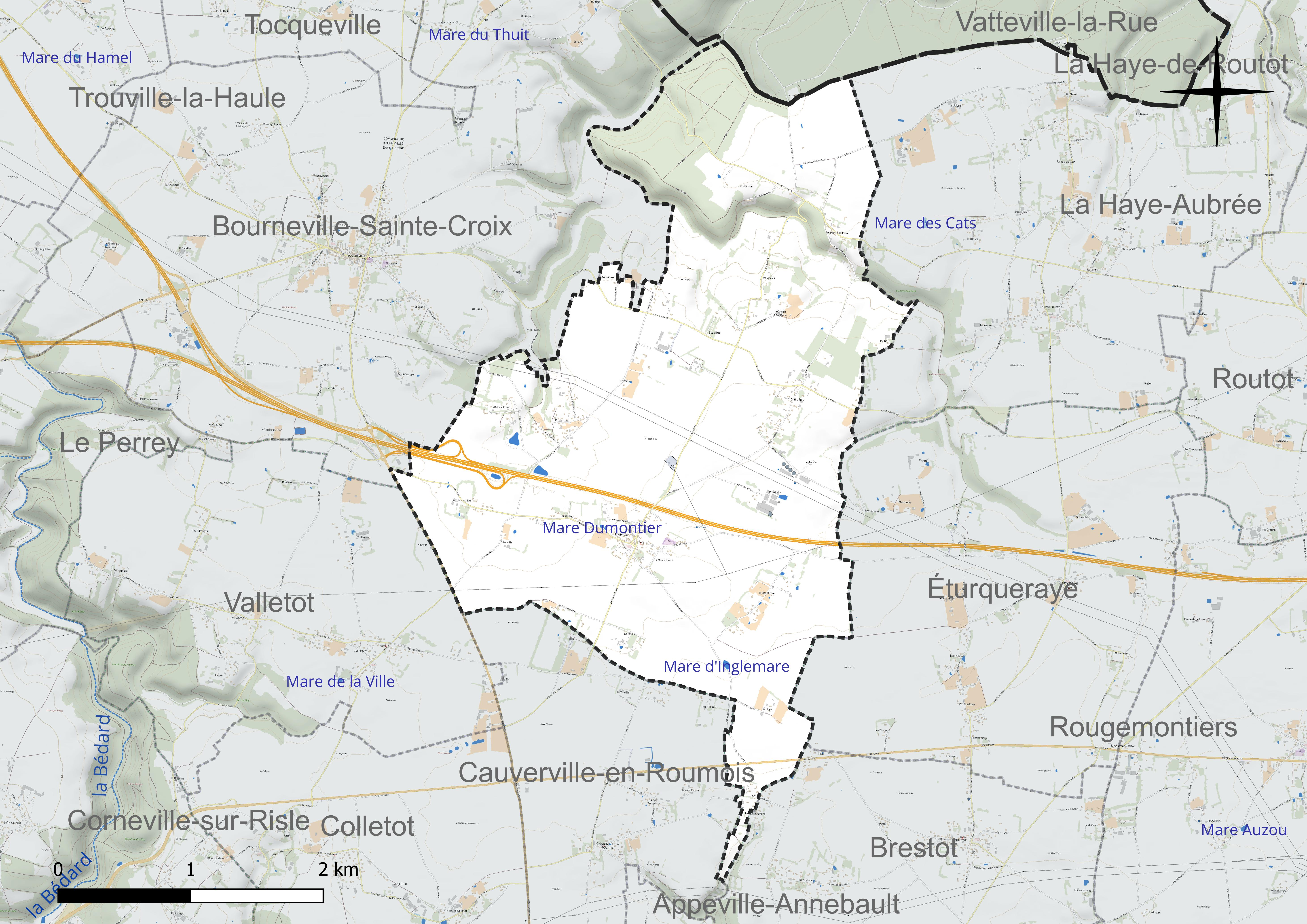
Réseau hydrographique d'Étréville.

Deux plans d'eau complètent le réseau hydrographique : la mare d'Inglemare (0,3 ha) et la mare Dumontier (0,1 ha),.

### Climat
Pour des articles plus généraux, voir Climat de la Normandie et Climat de l'Eure.
En 2010, le climat de la commune est de type climat océanique franc, selon une étude du CNRS s'appuyant sur une série de données couvrant la période 1971-2000. En 2020, Météo-France publie une typologie des climats de la France métropolitaine dans laquelle la commune est exposée à un climat océanique et est dans la région climatique Côtes de la Manche orientale, caractérisée par un faible ensoleillement (1 550 h/an) ; forte humidité de l’air (plus de 20 h/jour avec humidité relative > 80 % en hiver), vents forts fréquents. Parallèlement le GIEC normand, un groupe régional d’experts sur le climat, différencie quant à lui, dans une étude de 2020, trois grands types de climats pour la région Normandie, nuancés à une échelle plus fine par les facteurs géographiques locaux. La commune est, selon ce zonage, exposée à un « climat contrasté des collines », correspondant au Pays d’Auge, Lieuvin et Roumois, moins directement soumis aux flux océaniques et connaissant toutefois des précipitations assez marquées en raison des reliefs collinaires qui favorisent leur formation.
Pour la période 1971-2000, la température annuelle moyenne est de 10,5 °C, avec  une amplitude thermique annuelle de 13,5 °C. Le cumul annuel moyen de précipitations est de 869 mm, avec 13,1 jours de précipitations en janvier et 8,8 jours en juillet. Pour la période 1991-2020, la température moyenne annuelle observée sur la station météorologique la plus proche, située sur la commune de Petiville à 11 km à vol d'oiseau, est de 12,0 °C et le cumul annuel moyen de précipitations est de 844,9 mm,. Pour l'avenir, les paramètres climatiques de la commune estimés pour 2050 selon différents scénarios d’émission de gaz à effet de serre sont consultables sur un site dédié publié par Météo-France en novembre 2022.

### Milieux naturels et biodiversité
La commune fait partie du parc naturel régional des Boucles de la Seine normande.

## Urbanisme

### Typologie
Au 1er janvier 2024, Étréville est catégorisée commune rurale à habitat dispersé, selon la nouvelle grille communale de densité à 7 niveaux définie par l'Insee en 2022.
Elle est située hors unité urbaine. Par ailleurs la commune fait partie de l'aire d'attraction de Pont-Audemer, dont elle est une commune de la couronne,. Cette aire, qui regroupe 34 communes, est catégorisée dans les aires de moins de 50 000 habitants,.

### Occupation des sols

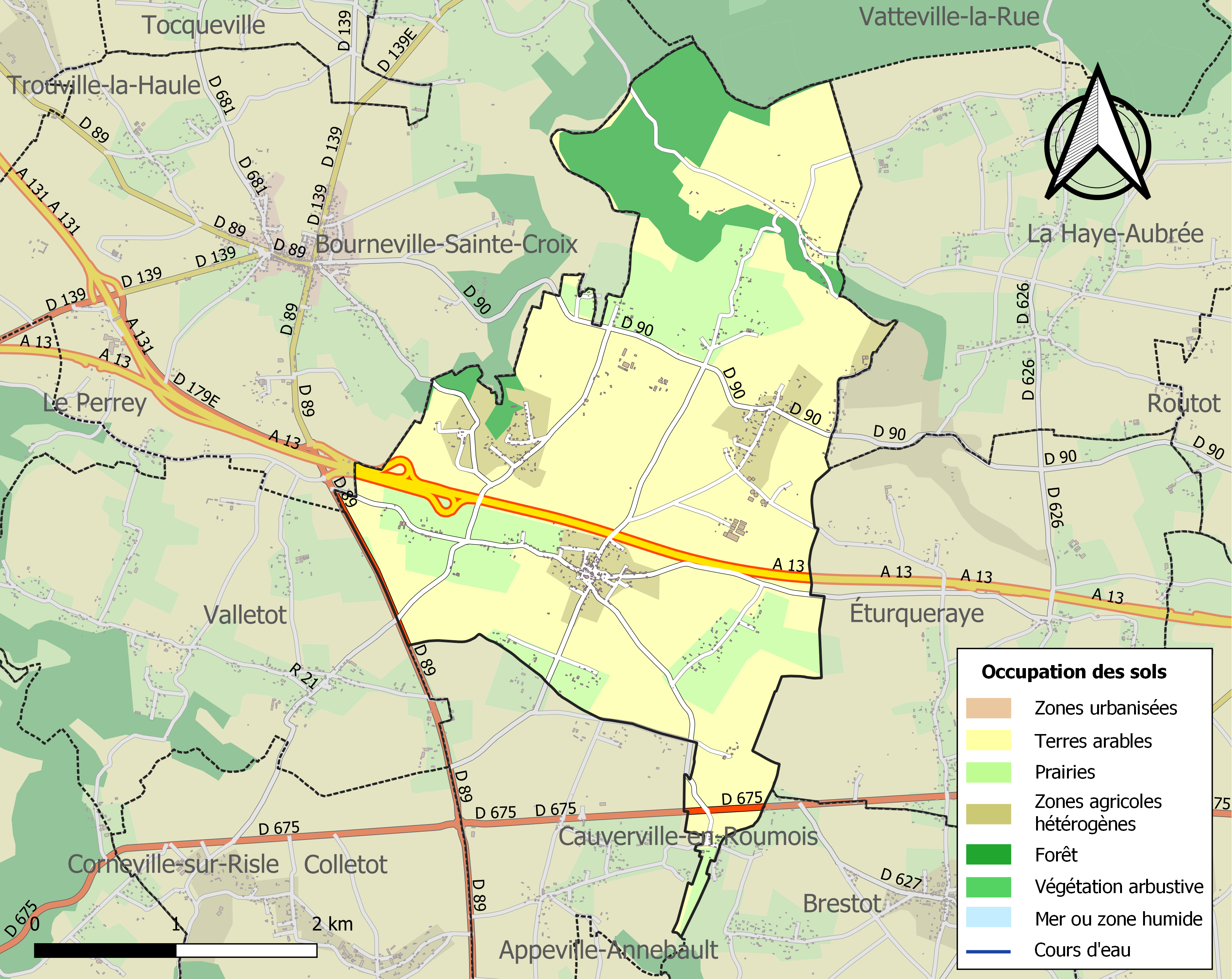
Carte des infrastructures et de l'occupation des sols de la commune en 2018 (CLC).

L'occupation des sols de la commune, telle qu'elle ressort de la base de données européenne d’occupation biophysique des sols Corine Land Cover (CLC), est marquée par l'importance des territoires agricoles (89,1 % en 2018), une proportion identique à celle de 1990 (89,1 %).
La répartition détaillée en 2018 est la suivante :  terres arables (62,4 %), prairies (18,1 %), forêts (10,9 %), zones agricoles hétérogènes (8,6 %).
L'évolution de l’occupation des sols de la commune et de ses infrastructures peut être observée sur les différentes représentations cartographiques du territoire : la carte de Cassini (XVIIIe siècle), la carte d'état-major (1820-1866) et les cartes ou photos aériennes de l'IGN pour la période actuelle (1950 à aujourd'hui).

### Habitat et logement
En 2021, le nombre total de logements dans la commune était de 288, alors qu'il était de 279 en 2016 et de 260 en 2011.
Parmi ces logements, 90,6 % étaient des résidences principales, 4,9 % des résidences secondaires et 4,5 % des logements vacants. Ces logements étaient pour 99,3 % d'entre eux des maisons individuelles et pour 0,4 % des appartements.
Le tableau ci-dessous présente la typologie des logements à Étréville en 2021 en comparaison avec celle de l'Eure et de la France entière. Une caractéristique marquante du parc de logements est ainsi la faible proportion des résidences secondaires et logements occasionnels (4,9 %) par rapport au département (6,2 %) et à la France entière (9,7 %).
| Typologie                                               | Étréville | Eure | France entière |
| ------------------------------------------------------- | --------- | ---- | -------------- |
| Résidences principales (en %)                           | 90,6      | 85,8 | 82,2           |
| Résidences secondaires et logements occasionnels (en %) | 4,9       | 6,2  | 9,7            |
| Logements vacants (en %)                                | 4,5       | 8    | 8,1            |

### Voies de communication et transports
Etréville est traversée par l'autoroute A13, dont la sortie no 26 se trouve à la limite de son territoire.
Elle est également desservie par l'ancienne route nationale 175 (actuelle RD 675).

### Énergie
Une unité de méthanisation exploitée par Agri-Bio-Energie transforme depuis 2012 des déchets qui, une fois traités, sont ensuite épandus comme engrais dans les champs et produit de l'électricité,.

## Toponymie
Le nom de la localité est attesté sous les formes Sturivilla vers 1054, Sturie vers 1069 (charte de Guillaume le Conquérant), Esturvilla vers 1148 (charte de Henri II), Estourvilla en 1155 (cartulaire de Préaux), S. Samson de Sturvilla 1179 (bulle d’Alexandre III).
Il s'agit d'une formation toponymique médiévale en -ville (du gallo-roman VILLA « grand domaine rural » > ancien français vile, d'où vilain « paysan du Moyen Âge »). La fréquence de l'appellatif toponymique ville en Normandie est relative à la distribution des terres aux nouveaux arrivants à partir du Xe siècle, colons d'origine nordiques, de sorte que le premier élément est généralement un nom de personne norrois, voire parfois anglo-saxon. Cela se vérifie ici.
L'élément Estur- représente en effet le nom de personne vieux norrois Styrr (ou vieux danois Styr) qui se perpétue dans les noms de famille normands Estur et Eture,. On le retrouve également dans Éturville (Manche), Estureville (Goupillières (Eure), 1450).
Le sens global est donc celui de « domaine de Styrr ».
Remarque : François de Beaurepaire évoque aussi un anthroponyme scandinave Stur, qui ne semble pas attesté. Il rapproche le premier élément d'Étré-ville de celui d'Éturqueraye, alors que les formes anciennes sont du type Stor- pour ce dernier.

## Politique et administration

### Rattachements administratifs et électoraux

#### Rattachements administratifs
La commune se trouve depuis 1926 dans l'arrondissement de Bernay du département de la Seine-Maritime.
Elle faisait partie depuis 1793 du canton de Routot. Dans le cadre du redécoupage cantonal de 2014 en France, cette circonscription administrative territoriale a disparu, et le canton n'est plus qu'une circonscription électorale.

#### Rattachements électoraux
Pour les élections départementales, la commune fait partie depuis 2014 du canton de Bourg-Achard.
Pour l'élection des députés, elle fait partie de la troisième circonscription de la Seine-Maritime.

### Intercommunalité
Étréville était membre de la communauté de communes du Roumois Nord, un établissement public de coopération intercommunale (EPCI) à fiscalité propre créé fin 1992 et auquel la commune avait transféré un certain nombre de ses compétences, dans les conditions déterminées par le code général des collectivités territoriales.
Dans le cadre des dispositions de la loi portant nouvelle organisation territoriale de la République du 7 août 2015, qui prévoit que les établissements publics de coopération intercommunale (EPCI) à fiscalité propre doivent avoir un minimum de 15 000 habitants, cette intercommunalité a fusionné avec ses voisines pour former, le 1er janvier 2017, la communauté de communes Roumois Seine, dont est désormais membre la commune.

### Liste des maires
| Période                                  | Période                       | Identité                  | Étiquette | Qualité |
| ---------------------------------------- | ----------------------------- | ------------------------- | --------- | --- |
| Les données manquantes sont à compléter. |                               |                           |           | |
|                                          |                               |                           |           | |
| 1819                                     |                               | M. Noury[réf. nécessaire] |           | |
|                                          |                               |                           |           | |
| 1898                                     |                               | M. Harou[réf. nécessaire] |           | |
|                                          |                               |                           |           | |
| mars 1989                                | mai 2020                      | Monique Mouillière        | UMP-LR    | Retraitée Fonction publique Présidente du SIVOS Jules Ferry ( ?→ 2020) |
| mai 2020                                 | janvier 2025                  | Aline Donnet Mousseux     |           | Ancienne secrétaire de direction au lycée Boismard à Brionne Présidente du SIVOS Jules Ferry (2020 → 2024) Vice-présidente de la CC Roumois Seine (2023 → 2025) Démissionnaire |
| janvier 2025                             | En cours (au 21 janvier 2025) | Sylvain Gallais           |           | |

## Équipements et services publics

### Enseignement
Les enfants de la commune sont scolarisés avec ceux d'Éturqueraye, La Haye-Aubrée, Valletot et Cauverville-en-Roumois  dans le cadre d'un regroupement pédagogique intercommunal dont l'école et la cantine sont à  Étreville.

## Population et société

### Démographie
L'évolution du nombre d'habitants est connue à travers les recensements de la population effectués dans la commune depuis 1793. Pour les communes de moins de 10 000 habitants, une enquête de recensement portant sur toute la population est réalisée tous les cinq ans, les populations de référence des années intermédiaires étant quant à elles estimées par interpolation ou extrapolation. Pour la commune, le premier recensement exhaustif entrant dans le cadre du nouveau dispositif a été réalisé en 2004.

En 2022, la commune comptait 669 habitants, en évolution de −1,76 % par rapport à 2016 (Eure : −0,25 %, France hors Mayotte : +2,11 %).
| 1793  | 1800  | 1806  | 1821  | 1831  | 1836  | 1841  | 1846  | 1851  |
| ----- | ----- | ----- | ----- | ----- | ----- | ----- | ----- | ----- |
| 1 240 | 1 230 | 1 285 | 1 162 | 1 155 | 1 106 | 1 075 | 1 056 | 1 042 |

| 1856  | 1861 | 1866 | 1872 | 1876 | 1881 | 1886 | 1891 | 1896 |
| ----- | ---- | ---- | ---- | ---- | ---- | ---- | ---- | ---- |
| 1 017 | 972  | 945  | 850  | 794  | 700  | 689  | 661  | 632  |

| 1901 | 1906 | 1911 | 1921 | 1926 | 1931 | 1936 | 1946 | 1954 |
| ---- | ---- | ---- | ---- | ---- | ---- | ---- | ---- | ---- |
| 584  | 580  | 520  | 464  | 441  | 458  | 458  | 473  | 499  |

| 1962 | 1968 | 1975 | 1982 | 1990 | 1999 | 2004 | 2006 | 2009 |
| ---- | ---- | ---- | ---- | ---- | ---- | ---- | ---- | ---- |
| 503  | 472  | 427  | 437  | 461  | 508  | 511  | 512  | 606  |

| 2014 | 2019 | 2022 | - | - | - | - | - | - |
| ---- | ---- | ---- | - | - | - | - | - | - |
| 661  | 665  | 669  | - | - | - | - | - | - |

## Culture locale et patrimoine

### Lieux et monuments

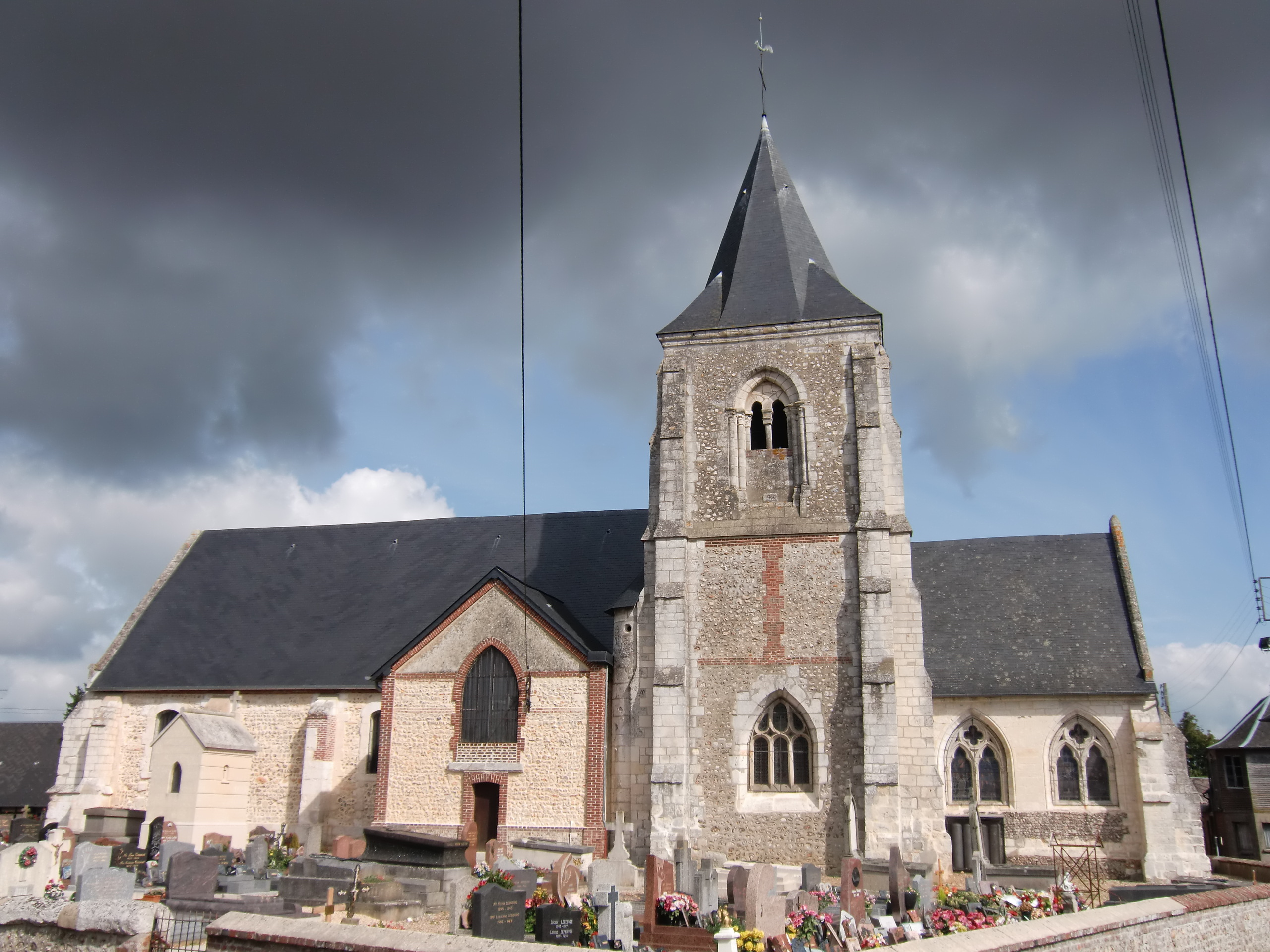
L'église Saint-Samson.

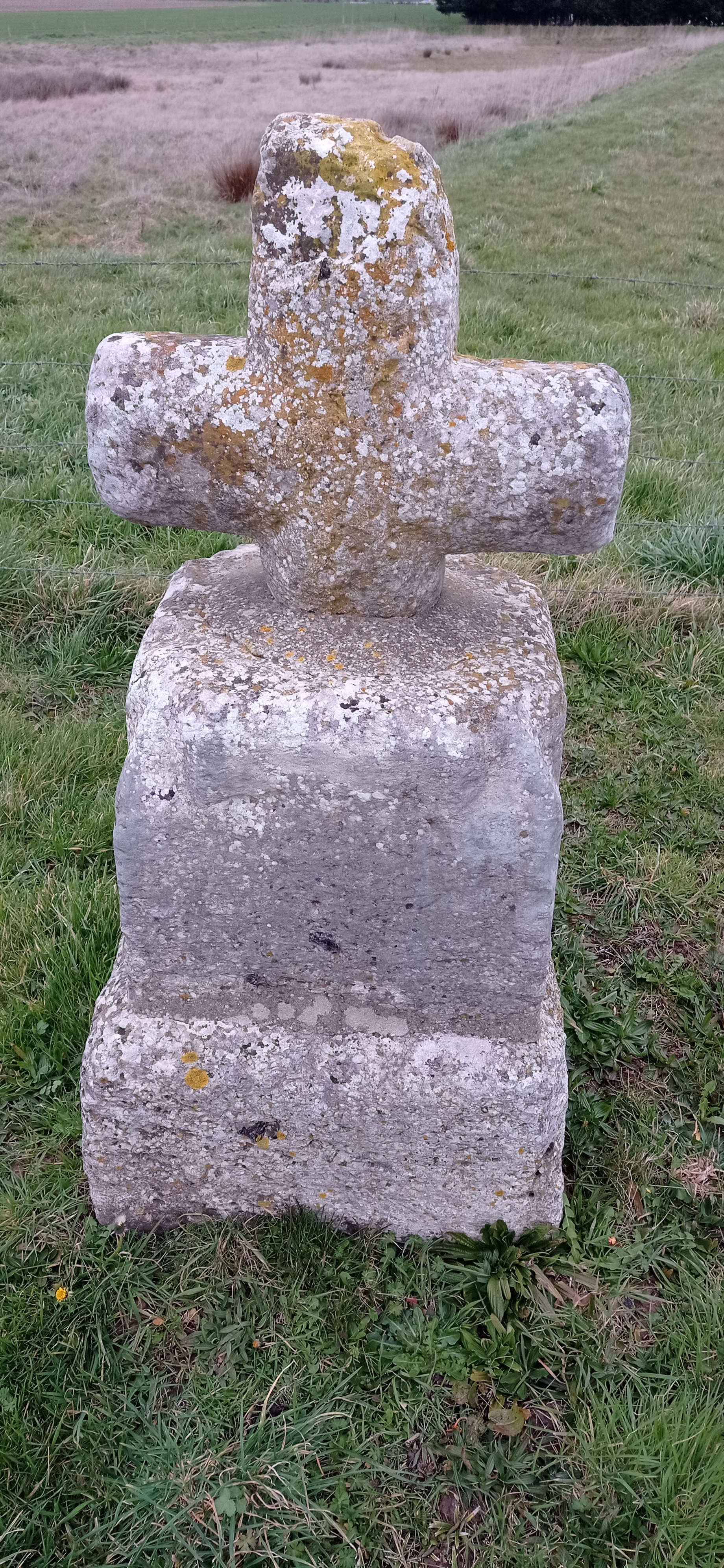
La Croix du moulin.

La commune d'Étréville compte un édifice inscrit au titre des monuments historiques :
- L'église Saint-Samson  Inscrite MH (1961, Clocher, chœur et ses chapelles)[32],[33] (XIIIe et XVIe).

On peut également signaler : 
- Le manoir de la Cour de Bourneville (XVIIIe siècle) au lieu-dit les Mariés[34] ;
- Le manoir de la Bataille (XVIIe, XVIIIe et XIXe)[35] ;
- Un château du XVIIIe siècle au lieu-dit les Fouillets[36] ;
- Un manoir du XVIe siècle au lieu-dit le Guerrier[37] ;
- Une croix de cimetière du XVIIIe siècle[38] ;
- Deux maisons : l'une du XIXe siècle au lieu-dit le Guerrier[39], l'autre du XVIIIe siècle[40] ;
- Une ferme du XVIIIe siècle[41].

À noter également qu'un édifice aujourd'hui détruit est inscrit à l'inventaire général du patrimoine culturel. Il s'agit du manoir des Moines de Préaux.

### Héraldique
| Blason de Étréville | Blason  | Parti : au 1) d'azur au colombier de gueules à la charpente d'argent essoré de sable, ouvert du même à senestre sur une terrasse de sinople, au 2) d'argent à la croix de procession tréflée d'or accostée, en pointe, de deux serpents ondoyants en S affrontés de sable ; le tout sommé d'un chef de gueules chargé de trois colombes essorantes d'argent. |
| Blason de Étréville | Détails | Création M. Beaucousin. Présenté le 8 août 2009. Le statut officiel du blason reste à déterminer. |

## Pour approfondir